# Asperula rezaiyensis
Asperula rezaiyensis là một loài thực vật có hoa trong họ Thiến thảo. Loài này được Schönb.-Tem. mô tả khoa học đầu tiên năm 1991.